# Форт-Верміліон 173B
Форт-Верміліон 173B (англ. Fort Vermilion 173B) — індіанська резервація в Канаді, у провінції Альберта, у межах спеціалізованого муніципалітету Маккензі.

## Населення
За даними перепису 2016 року, індіанська резервація нараховувала 96 осіб, показавши скорочення на 1,0%, порівняно з 2011-м роком. Середня густина населення становила 154,3 осіб/км².
З офіційних мов обидвома одночасно не володів жоден з жителів, тільки англійською — 95. Усього 30 осіб вважали рідною мовою не одну з офіційних, з них усі — одну з корінних мов.
Працездатне населення становило 46,2% усього населення, рівень безробіття — 50%.

## Клімат
Середня річна температура становить -0,3°C, середня максимальна – 21,4°C, а середня мінімальна – -28,1°C. Середня річна кількість опадів – 396 мм.
| Клімат поселення                              | Клімат поселення | Клімат поселення | Клімат поселення | Клімат поселення | Клімат поселення | Клімат поселення | Клімат поселення | Клімат поселення | Клімат поселення | Клімат поселення | Клімат поселення | Клімат поселення | Клімат поселення |
| Показник                                      | Січ.             | Лют.             | Бер.             | Квіт.            | Трав.            | Черв.            | Лип.             | Серп.            | Вер.             | Жовт.            | Лист.            | Груд.            |                  |
| Середній максимум, °C                         | −14,6            | −9,36            | −2,22            | 9,12             | 16,62            | 21,41            | 21,18            | 19,41            | 13,72            | 6,63             | −5,42            | −13,78           |                  |
| Середня температура, °C                       | −21,31           | −16,1            | −8,94            | 2,40             | 9,90             | 14,69            | 16,83            | 15,10            | 9,40             | 2,30             | −9,78            | −18,13           |                  |
| Середній мінімум, °C                          | −28,07           | −22,85           | −15,68           | −4,36            | 3,15             | 7,94             | 12,50            | 10,73            | 5,04             | −2,06            | −14,1            | −22,48           |                  |
| Норма опадів, мм                              | 22               | 19               | 23               | 18               | 34               | 51               | 67               | 55               | 37               | 27               | 22               | 21               |                  |
| Середньомісячна швидкість вітру, м/с          | 2.50             | 2.62             | 2.90             | 3.10             | 3.20             | 3.00             | 2.60             | 2.70             | 3.00             | 3.10             | 2.70             | 2.40             |                  |
| Середньомісячна сонячна радіація, кДж/м²·день | 2046             | 4969             | 10521            | 16764            | 20694            | 22103            | 21014            | 16719            | 10562            | 5409             | 2338             | 1289             |                  |
| --------------------------------------------- | ---------------- | ---------------- | ---------------- | ---------------- | ---------------- | ---------------- | ---------------- | ---------------- | ---------------- | ---------------- | ---------------- | ---------------- | ---------------- |
| Джерело:                                      |                  |                  |                  |                  |                  |                  |                  |                  |                  |                  |                  |                  |                  |